# سامانه قدرت
سامانه قدرت، (به انگلیسی: Electric power system) شبکه‌ای از اجزای الکتریکی است که برای تأمین، انتقال و استفاده از توان الکتریکی بکار می‌رود. نمونه‌ای از سامانه‌های قدرت، شبکه‌ای است که برای تأمین نیروی الکتریکی خانه‌ها و صنایع به کار گرفته می‌شود. سامانهٔ قدرت در مناطق بزرگ با نام شبکه (به انگلیسی: grid) شناخته می‌شود که به‌طور کلی می‌توان آن را به سه بخش تقسیم کرد: تولید انرژی الکتریکی که توان را تأمین می‌کند، انتقال انرژی الکتریکی که توان را از مراکز تولید به مراکز بار انتقال می‌دهد، و توزیع انرژی الکتریکی که خانه‌ها و صنایع اطرافش را تغذیه می‌کند. سامانه‌های قدرت کوچکتری هم در صنایع، بیمارستان‌ها، ساختمان‌های تجاری و خانه‌ها وجود دارند. غالب این سامانه‌های قدرت بر توان متناوب سه فاز متکی هستند. سامانه‌های قدرت بخصوصی که بر توان سه فاز متکی نیستند را می‌توان در هواپیماها، سامانه‌های ریلی الکتریکی، اقیانوس‌پیماها و خودروها مشاهده نمود.

## تاریخچه
در ۱۸۸۱ دو برقکار نخستین شبکهٔ قدرت را در گودالمینگ انگلستان (به انگلیسی: Godalming) بنا کردند. این شبکه از یک نیروگاه که از دو چرخ آبی تشکیل شده بود و جریان متناوب تولید می‌کرد، بهره می‌برد. هر کدام از این نیروگاه‌ها به نوبت لامپ‌های قوسی ۷ زیمنسی را با ولتاژ ۲۵۰ ولت، و لامپ‌های رشته‌ای را با ولتاژ ۴۰ ولت تأمین می‌کردند. با این وجود تأمین لامپ‌ها با قطع و وصل همراه بود و در ۱۸۸۲ توماس ادیسون و شرکتش، شرکت لامپ الکتریکی ادیسون، نخستین نیروگاه بخار الکتریکی را در خیابان پرل شهر نیویورک برپا کردند. نیروگاه خیابان پرل (به انگلیسی: Pearl Street Station) در ابتدا ۳۰۰۰ لامپ را برای ۵۹ مشتری نیرو می‌بخشید. این نیروگاه از جریان مستقیم استفاده می‌کرد و تکفاز بود. توان با جریان مستقیم را نمی‌شد به سادگی مستقیماً به ولتاژهای بالاتر تبدیل کرد تا تلفات الکتریکی در مسیرهای طولانی انتقال کاهش یابد، بنابراین بیشینهٔ فاصلهٔ اقتصادی بین ژنراتورها و بار به چیزی نزدیک به ۸۰۰ متر محدود می‌شد.
در همان سال در لوسین گالارد (به انگلیسی: Lucien Gaulard) و جان دیکسون گیبز (به انگلیسی: John Dixon Gibbs) در لندن، نخستین ترانسفورماتور مناسب برای سامانه‌های قدرت واقعی را به نمایش گذاشتند. ارزش کاربردی‌ترانسفورماتور گالارد و گیبس در سال ۱۸۸۴ در تورین به نمایش گذاشته شد، جایی که ترانسفورماتور آن‌ها برای روشن کردن ۴۰ کیلومتر (۲۵ مایل) از راه‌آهن، تنها از یک مولد جریان متناوب استفاده کرد. جدای از موفقیت سامانه، ایندو چند اشتباه اساسی داشتند. احتمالاً بدترین آن‌ها این بود که آن‌ها اولیهٔ ترانسفورماتورها را به صورت سری متصل کردند، بنابراین لامپ‌های فعال، روشنایی دیگر لامپ‌های دوردست خط را تحت تأثیر می‌گذاشتند. پس از این نمایش، جورج وستینگهاوس (به انگلیسی: George Westinghouse)، یک کارآفرین آمریکایی، چند ترانسفورماتور را همراه با چند ژنراتور زیمنس وارد کشورش کرد، و از مهندسان خود خواست تا با آزمایش روی آن‌ها، آن‌ها را برای استفاده در سامانه‌های قدرت تجاری بهبود بخشند.
یکی از مهندسان وستینگهاوس به نام ویلیام استنلی، مشکل اتصال سری ترانسفورماتورها در برابر اتصال موازی آن‌ها را دریافت و همچنین فهمید که با تبدیل هستهٔ آهنی ترانسفورماتور به یک حلقهٔ کامل، می‌توان تنظیم ولتاژ را در سیم‌پیچ ثانویه بهبود بخشید. با استفاده از این دانش او توانست یک سامانهٔ قدرت متناوب بسیار بهتر را در ۱۸۸۶ میلادی در گریت بارینگتون ماساچوست بسازد.
تا سال ۱۸۹۰ میلادی، صنعت برق در آمریکا و اروپا در حال رشد بود، و شرکت‌های نیرو هزاران سامانهٔ قدرت ساخته بودند (هم جریان مستقیم و هم جریان متناوب). این شبکه‌ها به گونهٔ مؤثری به روشنایی الکتریکی اختصاص یافته بودند. در این زمان، یک رقابت خصومت‌آمیز به نام «جنگ جریان‌ها» بین ادیسون و نیکولا تسلا که توسط وستینگهاوس استخدام شده بود درگرفت. جنگ بر سر روش انتقال و اینکه کدامیک از دو روش جریان مستقیم یا جریان متناوب بهتر هستند، بود. در ۱۸۹۱، وستینگهاوس، نخستین سامانهٔ قدرت بزرگ را که بدست تسلا طراحی شده و هدفش به غیر از روشنایی، راندن یک موتور الکتریکی بود، برپا کرد. این تأسیسات یک موتور سنکرون ۱۰۰ اسب بخاری (۷۵ کیلوواتی) را در تلوراید (به انگلیسی: Telluride) در کلرادو نیرو می‌بخشید. در آن سوی اقیانوس اطلس، اسکار ون میلر (به انگلیسی: Oskar von Miller) یک خط انتقال ۲۰ کیلوولت ۱۷۶ کیلومتری سه فاز را برای نمایشگاه مهندسی برق فرانکفورت، بین لاوفن آم نکا و فرانکفورت آم ماین احداث کرد. در ۱۸۹۵، در پی یک فرایند تصمیم‌گیری دنباله‌دار، نیروگاه آدامز شماره ۱ (به انگلیسی: Adams No. 1 generating station) در آبشار نیاگارا شروع به انتقال جریان سه فاز ۱۱ کیلوولت متناوب به بوفالو کرد. پس از پروژهٔ آبشار نیاگارا، سامانه‌های قدرت تازه، برای انتقال انرژی به جریان متناوب به جای جریان مستقیم روی آوردند.
گسترش‌دهندگان سامانه‌های قدرت، در قرن ۱۹ هم به کار خود ادامه دادند. نخستین خط اچ‌وی‌دی‌سی که از شیر قوس جیوه (به انگلیسی: mercury arc valves) استفاده می‌کرد، بین شنکتادی (به انگلیسی: Schenectady) و مکانیویله (به انگلیسی: Mechanicville) در نیویورک احداث شد. پیش‌تر برای دستیابی به اچ‌وی‌دی‌سی از ژنراتورهای متصل شده به صورت سری استفاده می‌شد که به آن سامانه تری می‌گفتند (به یاد رنه تری (به انگلیسی: René Thury)) که دارای مشکلات اطمینان‌پذیری جدی‌ای بود. در ۱۹۵۷ زیمنس نخستین یکسوکنندهٔ حالت جامد را به نمایش گذاشت، اما وسایل حالت جامد تا اوایل دههٔ ۱۹۷۰ به عنوان استانداردی در اچ‌وی‌دی‌سی مطرح نشدند. در دوره‌های اخیر، ابداعات بسیار مهمی در ارتباط با گسترش فناوری اطلاعات و ارتباطات در زمینهٔ مهندسی قدرت به میان آمده. برای نمونه گسترش رایانه‌هایی که به منظور مطالعهٔ پخش بار در نظر گرفته شده‌اند اجازهٔ برنامه‌ریزی بهتر برای سامانه‌های قدرت را می‌دهد. پیشرفت‌ها در فناوری اطلاعات و ارتباطات همچنین اجازهٔ کنترل ژنراتورها و کلیدهای سامانه‌های قدرت از راه دور را فراهم ساخته‌است.

### تاریخچه فرکانس برق
در سال ۱۸۹۱، مهندسان وستینگهاوس در پیتسبورگ ۶۰ هرتز را به عنوان فرکانس قدرت جدید خود انتخاب کردند. در همان سال، مهندسان AEG در برلین ۵۰ هرتز را به عنوان فرکانس قدرت جدید خود انتخاب کردند. اگرچه از سال ۱۸۹۱ اتفاقات زیادی افتاده‌است، اما این دو فرکانس اصلی‌ترین فرکانس‌های قدرت مورد استفاده در سراسر جهان هستند. بسیاری از مردم همچنان تحت تأثیر تصمیمات مربوط به استانداردهای فرکانس هستند که مدت‌ها پیش گرفته شده‌است. مسافران از اروپا به آمریکای شمالی اغلب لوازم شخصی را با خود به همراه می‌آورند که نیاز به یک آداپتور دارد تا بتواند دستگاه را با قدرت «خارجی» موجود در اینجا فعال کند. گاهی اوقات، مهندسان تجهیزات الکتریکی را که برای عملکرد در یک فرکانس طراحی شده‌اند، مجدداً روی سیستم قدرت که با فرکانس‌های مختلف کار می‌کند، مجدداً اعمال می‌کنند. در نتیجه این شرایط مشابه و مشابه، سوالاتی در مورد علت وجود دو فرکانس ایجاد می‌شود. آیا واقعاً داشتن دو فرکانس ضروری است؟ چرا همه نمی‌توانند فقط یک فرکانس را تغییر دهند و استفاده کنند؟ «بهترین» فرکانس کدام است؟ سوالات مربوط به فرکانس برق به صورت دوره ای ادامه پیدا می‌کند و سالهاست که چنین است. پاسخ به این سوالات همیشه آنطور که انتظار می‌رفت نیست. مردم گاهی از الگوی جغرافیایی توزیع دو فرکانس استاندارد متعجب می‌شوند. به‌طور خاص، چرا یک فرکانس تقریباً در برخی از مناطق جهان به‌طور استثنایی مورد استفاده قرار می‌گیرد، در حالی که دیگری در مناطق باقی مانده غالب است؟ این تحقیق گاهی اوقات این افراد را به مشکوک بودن به توطئه تولیدکنندگان برای کنترل بازارها یا دستکاری دیگر جهان به نفع خود سوق می‌دهد. به نظر می‌رسد مردم عاشق نظریه‌های توطئه هستند. افراد دیگر حدس می‌زنند که باید الگویی در محل کار وجود داشته باشد، الگویی که بر اساس عدد ۶۰ است. آنها معتقدند که ۶۰ ثانیه در یک دقیقه زمان و ۶۰ دقیقه تا یک ساعت وجود دارد. یا واحدهای زاویه ای شامل ۶۰ دقیقه قوس درجه و ۶۰ ثانیه تا دقیقه است، پس ۶۰ هرتز چطور؟ پس از همه، منطقی به نظر می‌رسد که ۶۰ هرتز به نوعی امتداد همان منطقی باشد که این واحدهای اندازه‌گیری دیگر را تولید کرده‌است. به ویژه واحدهای زمان، ۶۰ چرخه در ثانیه، ۶۰ ثانیه در دقیقه، ۶۰ دقیقه در ساعت به نظر می‌رسد چنین الگویی سازگار باشند، بیش از آنکه بتوان به‌طور تصادفی توضیح داد. با این حال، ذهن انسان در یافتن الگوها بسیار خوب است، حتی زمانی که الگویی وجود ندارد.

## مبانی توان الکتریکی
توان الکتریکی حاصلضرب دو کمیت است، جریان الکتریکی در پتانسیل الکتریکی. این دو کمیت ممکن نسبت به زمان (در توان ای‌سی) تغییر کنند یا در سطح مشخصی بمانند (جریان مستقیم).
بیشتر یخچال‌ها، تهویه‌های مطبوع، پمپ‌ها، و ماشین‌های صنعتی از توان ای‌سی استفاده می‌کنند. در مقابل بیشتر رایانه‌ها و وسایل دیجیتال از توان دی‌سی استفاده می‌نمایند (معمولاً وسایل دیجیتالی که به پریزها متصل می‌کند، یک آداپتور داخلی یا بیرونی دارند که توان ای‌سی را به دی‌سی تبدیل می‌کند). توان ای‌سی این مزیت را داراست که می‌توان آن را به آسانی به ولتاژهای مختلف تبدیل کرد و می‌توان آن را به وسیلهٔ ماشین‌های الکتریکی بدون جاروبک مورد استفاده قرار داد یا تولید کرد. توان دی‌سی همچنان تنها انتخاب عملی در سامانه‌های دیجیتال است و ممکن است در فواصل بسیار طولانی و ولتاژهای بسیار بالا برای انتقال، اقتصادی باشد (فشار-قوی جریان مستقیم را ببینید).
قابلیت تبدیل سادهٔ سطح ولتاژ در توان ای‌سی به علت مهم است: نخست اینکه توان در ولتاژهای بالتر را می‌توان در فواصل طولانی و با تلفات کمتر انتقال داد؛ بنابراین در سامانه‌های قدرت که تولید از بار فاصله دارد، خوب است ولتاژ توان را در نقطهٔ تولید بالا ببریم و سپس در نزدیکی‌های بار پایین بیاوریم. دوم اینکه معمولاً نصب توربین‌هایی که ولتاژهای بالاتری تولید می‌کنند (بالاتر نسبت به ولتاژ بیشتر مصرف‌کننده‌های الکتریکی) اقتصادی‌تر است، بنابراین قابلیت تبدیل آسان به سطح ولتاژهای گوناگون به معنای این است که این ناهمخوانی را می‌توان به سادگی مدیریت کرد.
وسایل الکتریکی حالت جامد که محصول انقلاب نیمه‌هادی‌ها هستند، تبدیل سطح ولتاژهای توان دی‌سی را با استفاده از مبدل دی‌سی به دی‌سی ممکن می‌سازند. همچنین با استفاده از آن‌ها می‌توان ماشین‌های دی‌سی بدون جاروبک و منبع تغذیه سوئیچینگ ساخت. با این وجود ابزارهایی که از فناوری حالت جامد استفاده می‌کنند معمولاً گران‌تر از معادل‌های سنتی‌شان هستند، بنابراین توان ای‌سی همچنان پرکاربرد می‌ماند.

### بارها
سامانهٔ قدرت انرژی را به بارهایی که کار مشخصی را انجام می‌دهند منتقل می‌کند.

### هادی‌ها
هادی‌ها توان را از ژنراتور به بار منتقل می‌کنند.

### خازن‌ها و رآکتورها
بیشتر بارهای سامانهٔ قدرت را بارهای سلفی تشکیل می‌دهند که بر اثر آن‌ها فاز ولتاژ نسبت به فاز جریان عقب می‌افتد. نتیجهٔ این ناهمزمانی در فاز ولتاژ و جریان، ایجاد توانی به نام توان راکتیو است. توان راکتیو کار مفیدی انجام نمی‌دهد اما در هر سیکل، میان منبع نیرو و بار رد و بدل می‌شود که این امر موجب اشغال ظرفیت جریان سامانهٔ قدرت می‌گردد. از خازن‌ها و رآکتورها برای اصلاح ضریب توان سامانه استفاده می‌کنند. از آنجایی که قرار دادن خازن‌ها و رآکتورها در سامانه نیازمند مدارشکن است، توان راکتیو را نمی‌توان به صورت پیوسته کم یا زیاد کرد. راه حل این مشکل نیز استفاده از اس‌وی‌سی و اس‌اس‌سی خواهد بود.

### وسایل محافظتی
سامانه‌های قدرت برای جلوگیری از صدمات و خسارات ناشی از خطاها، از وسایل حفاظتی استفاده می‌کنند. از جملهٔ این وسایل می‌توان به مدارشکن قدرت و رله‌های حفاظتی اشاره کرد.

### سامانه‌های اسکادا
در سامانه‌های قدرت بزرگ، سامانه‌های کنترل و سرپرستی و گردآوری اطلاعات (اسکادا) برای کارهایی مانند کلیدزنیِ ژنراتورها، کنترل خروجی ژنراتورها و خارج کردن یا واردکردن عناصرِ سامانه، استفاده می‌شوند.

## سامانه‌های قدرت در عمل
با وجود اجزای مشابه، سامانه‌های قدرت با توجه به طراحی و چگونگی کارکردشان می‌توانند بسیار متفاوت باشند. این بخش از گونه‌های رایج سامانه‌های قدرت را همراه با شرح کوچکی از عملکردشان تشریح می‌کند.

### سامانه‌های قدرت مسکونی
خانه‌های مسکونی تقریباً همیشه از خطوط توزیع ولتاژ پایین یا کابل‌هایی که از کنار خانه عبور می‌کند تغذیه می‌شوند. این خطوط با توجه به استاندارد ملی کشورها، ولتاژی بین ۱۱۰ تا ۲۶۰ ولت (فاز نسبت به زمین) دارند.

### سامانه‌های قدرت تجاری
این سامانه‌ها در مراکز فروش یا ساختمان‌های پرمصرف به کار می‌روند. در این سامانه‌ها طراحی بر اساس پخش بار، سطح خطای اتصال کوتاه و بررسی افت ولتاژ برای بارهای مانا و گذرای موتورهای بزرگ صورت می‌گیرد. هدف از این مطالعات، اطمینان از اندازهٔ مناسب تجهیزات و هادی‌ها، هماهنگ‌سازی وسایل حفاظتی (برای به حداقل رساندن نارسایی‌ها هنگام بروز خطا یا رفع خطا) است.